# Soji Yamamoto
Sōji Yamamoto (Japans: 山本 草二, Yamamoto Sōji) (Nagano, 25 februari 1928 – 19 september 2013) was een Japans rechtsgeleerde. Hij was hoogleraar aan verschillende universiteiten en van 1996 tot 2005 rechter bij het Internationaal Zeerechttribunaal.

## Levensloop
Yamamoto studeerde in 1953 af in de rechten aan de Universiteit van Tokio.
Van 1955 tot 1961 was hij wetenschappelijk medewerker aan de Universiteit van Kumamoto en aansluitend tot 1967 hoogleraar internationaal recht aan de International Christian University in Tokio. In 1969 promoveerde hij tot doctor in de rechten. Hierna werkte hij als hoogleraar aan de Universiteit van Tōhoku en de Sophia-universiteit. Van 1973 tot 1983 was hij in dienst van het ministerie van Post en Telecommunicatie.
Na zijn pensionering werd hij van 1996 tot 2005 rechter van het Internationaal Zeerechttribunaal in Hamburg. Sinds 2000 was hij daarnaast lid van het Permanente Hof van Arbitrage in Den Haag. Yamamoto bracht verschillende publicaties voort. Hij was sinds 1976 lid en van 1988 tot 1991 president van het Japanse genootschap van internationaal recht.
Yamamoto overleed op 19 september 2013 op 85-jarige leeftijd.
- CiNii: DA00484381
- Gemeinsame Normdatei: 13974018X
- International Standard Name Identifier: 0000 0000 8244 3921
- Library of Congress Control Number: n82044566
- Bibliotheek van het Japanse parlement: 00093536
- Système universitaire de documentation: 243868839
- Virtual International Authority File: 60422815
- WorldCat: E39PBJvmHdJwRqXPh8RmBXWJjC